# 朱議漇
朱議漇（？—1646年），字潤生，江西新建（今南昌市新建區）人，祖籍直隸鳳陽（今安徽），明朝樂安靖莊王朱宸湔來孫，
明朝宗室、輔國中尉，明末、南明政治人物，貢生出身。

## 生平
崇禎九年（1636年）中江西鄉試副榜貢生。崇禎十三年（1640年）六月二十五日，授四川安縣知縣。崇禎十四年（1641年）三月二十八日到任。同年，七月二十八日，丁父艱歸鄉。崇禎十六年（1643年）十月二十八日，服闋，赴京補選。調任直隸句容知縣。弘光元年（1645年）六月，他和諸生周鍭在宜興、溧陽的南新湖起兵抗清，於茅山與何成吾相會。同年，閨六月，聯同瑞昌王朱議瀝攻南京，用三百人收復句容。明紹宗賜詔說：“朕自許忠孝，為法受過，百折千磨，今為祖宗復仇，有進無退。宗卿朕猶子行，其克悉朕心，出險屯亨，助朕以助祖宗。嗚呼欽哉！高廟亦孚祐爾於無窮。”劉良佐急攻句容縣城，朱議漇經不起劉良佐軍隊的猛攻，於是便退入長蕩湖。隆武元年（1645年）十一月，再聯同朱議瀝攻南京失利，餘眾數千人和朱盛澂部下合流，又戰敗，退入安吉、孝豐。次年，正月，他會合朱議瀝再次攻打南京神策門，清兵在朝陽門、太平門截其後路。遂戰敗，敗走徽州，但朱華堞和部下萬人早駐扎在此，頓感不安，遂孤身一人前往福京。張家玉上疏薦任浙江道監察御史，和周定礽出發前往廣信支援江西，擢官僉都御史，巡撫衢州、嚴州，自稱閣部。六月，清兵攻陷衢州，遭清兵殺害。